# Grand Prix de La Rouchouze
Le Grand Prix de La Rouchouze est une course cycliste française disputée au mois de mars autour de La Rouchouze, un hameau de la commune de Langeais (Indre-et-Loire). Elle est organisée par le Vélo Club de Tours, avec le concours de Sports et Loisirs La Rouchouze. 
En 2019, elle sert de support au championnat du Centre-Val de Loire du contre-la-montre. L'édition 2020 est annulée en raison de la pandémie de Covid-19.

## Palmarès depuis 1997
| Année | Vainqueur                              | Deuxième                               | Troisième                              |
| ----- | -------------------------------------- | -------------------------------------- | -------------------------------------- |
| 1997  | Jean-Philippe Thibaut                  | Florent Brard                          | Frédéric Drillaud                      |
| 1998  | Laurent Planchaud                      | Ludovic Boissonnade                    | Olivier Laulergue                      |
| 1999  | Guillaume Judas                        | Anthony Supiot                         | Fabrice Chabauty                       |
| 2000  | Support au championnat de l'Orléannais | Support au championnat de l'Orléannais | Support au championnat de l'Orléannais |
| 2001  | Jérôme Montagne                        | Arnaud Lefeuvre                        | Johan Poirier                          |
| 2002  | Jacek Morajko                          | David Milon                            | Cénéric Racault                        |
| 2003  | Yohan Poirier                          | Yvan Sartis                            | Romain Feillu                          |
| 2004  | Mickaël Foucault                       | Jean-Christophe Currit                 | Loïc Barre                             |
| 2005  | Jérôme Morier                          | Noël Richet                            | Jean-Marie Ballereau                   |
| 2006  | Cédric Lucasseau                       | Sébastien Foucher                      | Jérôme Montagne                        |
| 2007  | Médéric Clain                          | Ronan Racault                          | Anthony Camail                         |
| 2008  | Joseph Lemoine                         | Cédric Jeanroch                        | Médéric Clain                          |
| 2009  | Cénéric Racault                        | Stefan Kushlev                         | Jean-Philippe Leroyer                  |
| 2010  | Yvan Sartis                            | Stefan Kushlev                         | Stéphan Ravaleu                        |
| 2011  | Samuel Plouhinec                       | Cénéric Racault                        | Josselin Maillet                       |
| 2012  | Simon Rauturier                        | Alain Senelle                          | Alexis Ricateau                        |
| 2013  | Romain Lebreton                        | Ronan Racault                          | Erwan Despeignes                       |
| 2014  | Ronan Racault                          | Mathieu Desniou                        | Marvin Audoire                         |
| 2015  | Ronan Racault                          | Kévin Kervran                          | Médéric Clain                          |
| 2016  | Romain Barroso                         | Marlon Gaillard                        | Ronan Racault                          |
| 2017  | Mohamed Er Rafai                       | Ronan Racault                          | Cédric Delaplace                       |
| 2018  | Ronan Racault                          | Kévin Kervran                          | Romain Duverger                        |
| 2019  | Support au championnat régional CLM    | Support au championnat régional CLM    | Support au championnat régional CLM    |
| 2020  | annulé                                 | annulé                                 | annulé                                 |